# Tully Friedman
Tully Friedman (né en janvier 1942) est un homme d'affaires américain,,Associé fondateur de Hellman & Friedman, il a été à partir de 2013 directeur général de Friedman, Fleischer and Lowe, une société de capital-investissement basée à San Francisco.

## Éducation
Il est diplômé de l'université Stanford et titulaire d'un doctorat en droit de la faculté de droit de Harvard,,.

## Carrière
Il a été directeur général de Salomon Brothers, où il a fondé le département des finances de l'entreprise de la côte ouest et a siégé au comité administratif national des finances de l'entreprise.
En 1984, avec Warren Hellman, il fonde Hellman & Friedman, une société d'investissement.
Depuis 1997, il est président du conseil et chef de la direction de Friedman Fleischer & Lowe, une société d'investissement privée,.

## Participation à des conseils d'administration et philanthropie
Il siège aux conseils d'administration de Clorox, Kool Smiles, NCDR, Church's Chicken, Cajun Operating Company, Archimedes Technology et DPMS LLC,. Auparavant, il a siégé aux conseils de CapitalSource, Levi Strauss & Co, Mattel et McKesson,,. Ancien président de la San Francisco Opera Association et président du conseil d'administration du Mount Zion Hospital and Medical Center et de l'American Enterprise Institute, il siège également au conseil d'administration de la Telluride Foundation à Telluride, au Colorado.

## Vie personnelle
Sa première épouse était Anne Fay, petite-fille de Paul B. Fay,. En 1995, il épousa Elise Dorsey lors d'une cérémonie épiscopale à Sonoma, en Californie. Jusqu'en novembre 2012, Friedman possédait une maison de style néoclassique à Woodside, en Californie, dont le livre Extraordinary Homes California: an Exclusive Showcase of the Finest Architects, Designers and Builders in California était l'illustration dans l'édition du jour de son mariage,.